# 職業訓練指導員 (機械科)
職業訓練指導員 (機械科)（しょくぎょうくんれんしどういん きかいか）は、職業訓練指導員免許のうちの1つ。厚生労働省管轄。

## 受験資格
職業訓練指導員免許の受験資格と試験免除を参照。
機械加工技能士、放電加工技能士、金型製作技能士、工業彫刻技能士、仕上げ技能士、切削工具研削技能士、機械検査技能士、機械保全技能士、油圧装置調整技能士、テクニカルイラストレーション技能士、機械・プラント製図技能士の保有者など。

## 試験科目

### 学科試験
1. 指導方法（職業訓練原理、教科指導法、訓練生の心理、生活指導及び職業訓練関係法規）
2. 関連学科
  1. 系基礎学科
    1. 機械工学（機械要素、機構と運動）
    2. 材料（材料力学、金属材料、非金属材料、潤滑油及び切削剤）
    3. 工作法（NC工作法、機械工作法、治具、工具）
    4. 測定法（測定及び試験機器、測定法、形状測定、材料試験）
    5. 安全衛生（安全管理、衛生管理）

  2. 専攻学科
    1. 加工法（切削加工法、研削加工法、金型工作法、精密加工法）
    2. 機械製図（機械製図法、機械設計法、テクニカルイラストレーション）

### 実技試験
1. 機械工作
2. 機械製図